# Postmétropole
Une postmétropole est une métropole ayant atteint un stade de développement propre de certains espaces de la fin du XXe siècle, issu d'un processus de déterritorialisation suivi d'une « reterrioralisation ». La postmétropole est une ville difficile à appréhender et à délimiter, où les notions traditionnelles de centre urbain et de périphérie deviennent floues et confuses.
Le concept de postmétropole a été défini par le géographe américain Edward Soja dans son essai Postmetropolis: Critical Studies of Cities and Regions (« Postmétropole : Études critiques des villes et régions », Wiley-Blackwell, 2000) et s'inscrit dans la pensée postmoderne.

## Présentation
Avec le déclin du modèle de capitalisme industriel du XIXe siècle, basé sur le libre marché, et son remplacement par un modèle de développement économique de type corporatif-monopolistique, basé sur les restrictions et le contrôle de la concurrence et des économies locales, la transformation des métropoles occidentales au début du siècle suivant culmine, dans les années 1920 et 1930, avec le modèle fordiste-keynésien de production à grande échelle, orienté vers la consommation de masse et soutenu par des processus d'urbanisation massive de la population, caractéristiques de l'entre-deux-guerres.
Après la période de reconstruction urbaine ayant suivi la Seconde Guerre mondiale et, surtout, avec la crise des années 1970, les villes subissent de profonds processus de régénération, de gentrification et de reconfiguration socio-spatiale. C'est le résultat de ce processus qu'Edward Soja nomme « postmétropole », résultat d'une dispersion de la production à travers le monde accompagnée d'une concentration de services (financiers, mercantiles, informationnels) dans un petit nombre de grandes villes, établissant une hiérarchie entre elles, celles-ci se trouvant mises en concurrence sur un marché mondialisé d'opportunités et d'influence, caractérisé par des flux d'informations et de capitaux.
La crise structurelle qui se manifeste au cours de ces années et de la décennie suivante donne lieu à des processus de restructuration sociale, idéologique et culturelle qui affectent l’esprit de la modernité, avec des conséquences à tous les niveaux de la vie des hommes. La métropole post-fordiste ou postmoderne qui en résulte représente le nouveau mode de vie contemporain, toutefois simultanément marquée par de profondes continuités avec le passé et par une profonde réorganisation, partielle et sélective, de la métropole moderne. La crise génère la demande de modernismes alternatifs, d’autres formes de modernisation plus favorables à diriger le travail de production de nouveaux espaces avec lesquels signifier le monde contemporain. Et bien que la pensée urbaine ait été orientée jusqu'alors vers la recherche d'ordre et de régularités dans les phénomènes urbains fluctuants, avec la crise est apparue une pensée critique de la métropole, qui l'aborde avec les outils d'une économie politique radicale, attentive aux processus de concentration de la production et de suburbanisation massive, aux signes de la culture de consommation comme forme de vie et de gestion de la ville, à la fragmentation métropolitaine et à la ségrégation socio-économique, ou encore à la diversité de manifestation des nouveaux mouvements sociaux. La rigidité de l’environnement urbain bâti était source de problèmes pour l’accumulation capitaliste car elle immobilisait le capital dans des localisations spécifiques qui au fil du temps deviennent obsolètes, si bien que la construction sociale de l’espace urbain capitaliste se caractérise par un constant processus de construction et de destruction, c’est-à-dire sa constante transformation.
D’autre part, ces villes de la fin du XXe siècle sont de moins en moins représentatives des cultures locales ayant façonné la ville industrielle moderne et se configurent comme des espaces d’intersection, nœuds d’un vaste réseau métropolitain de flux économiques et d’information progressivement mondialisés,.
La postmétropole représente une restructuration de l’imaginaire urbain, un réajustement des cartes conceptuelles à travers lesquelles l'homme donne du sens à la réalité urbaine, à la manière dont il pense, expérimente, juge et décide de ses lignes d'action dans les espaces, lieux et les communautés dans lesquels il vit,.
La description des espaces urbains comme des postmétropoles rejoint la notion de « simulacre » développée par Jean Baudrillard dans les années 1980, ou celle de « non-lieu » introduite par Marc Augé dans la décennie suivante. La postmétropole est un lieu de simulacres, de représentations hypertrophiées qui ne pointent plus vers un référent ou un imaginaire concrets, ceux qui animaient les programmes urbains de la ville moderne, mais vers l'idée d'une réalité inexistante, qui présente néanmoins tous les signes, idéalisés, de la réalité. Dans les termes de Baudrillard, « Il ne s'agit plus d'imitation, ni de redoublement, ni même de parodie, mais d'une substitution au réel des signes du réel, c'est-à-dire d'une opération de dissuasion ». Le simulacre urbain est une stratégie communicative qui n’est plus conçue seulement pour refléter ou, le cas échéant, dissimuler quelque chose, selon le jeu classique de la représentation ou du masquage d’une vérité profonde, mais plutôt pour dissuader de l’absence de toute réalité via la production intensifiée, hyperréelle, des signes d’une réalité qui a été évacuée depuis les lieux de mémoire vers des non-lieux, des lieux de passage. Dans la postmétropole, les grandes surfaces commerciales, les gares intermodales ou les halls des immeubles de grandes entreprises simulent les espaces urbains (places, rues, enclaves historiques) qui perdent progressivement leur fonction et disparaissent de la ville en tant que tels, mais dont la simulation présente tous les signes, hypertrophiés, de ces espaces supplantés. Le simulacre incarne la nostalgie de la représentation d’un espace et d’un temps inexistants ainsi qu'une nouvelle appréhension du sensible, de la perception de la ville, des possibilités d’action sur elle et de l’exercice de la citoyenneté.
La postmétropole constitue la dernière des grandes restructurations urbaines, qui consiste en une ville qui a subi à la fois une déterritorialisation et une reterritorialisation. Un impact qui ne se limite pas seulement au paysage, mais qui conditionne également chacune des facettes de la vie des résidants d’une manière bien plus grande que tout autre processus survenu dans le passé. Une postmétropole est une ville sans limites, inaccessible, aux contours diffus. Elle ne permet pas de cartographier ce qui était auparavant parfaitement délimité comme le centre urbain et la périphérie ; elle est polynucléaire et polycentrique. Dans cette ville, il devient impossible de trouver des liens d’union entre ses habitants, aussi bien physiques qu'émotionnels,.